# Coppa di Turchia 2020-2021 (pallavolo maschile)
La Coppa di Turchia 2020-2021 si è svolta dal 31 agosto 2020 al 30 marzo 2021: al torneo hanno partecipato sedici squadre di club turche e la vittoria finale è andata per la prima volta allo Spor Toto.

## Regolamento
Alla competizione prendono parte tutte e 16 le squadre partecipanti alla Efeler Ligi 2020-2021, divise in quattro gironi da quattro squadre ciascuno, in cui si affrontano in un round-robin, dal quale le prime due classificate di ciascun girone accedono ai quarti di finale, disputati in gara unica, così come gli incontri di semifinale e finale della Final-four.

## Squadre partecipanti
| - Afyon - Altekma - Arhavi - Arkas - Bursa BB - Fenerbahçe - Galatasaray - Haliliye | - Halkbank - İnegöl - İstanbul BB - Solhan - Sorgun - Spor Toto - Tokat - Ziraat Bankası |

## Torneo

### Fase a gironi

#### Gruppo A

##### Risultati
| 31 agosto 2020 Burhan Felek Spor Salonu, Istanbul Durata: 2h:14 - Spettatori: 0     | İstanbul BB | 3 - 1 | İnegöl      | 23-25, 25-21, 25-16, 26-24        |
| 31 agosto 2020 Burhan Felek Spor Salonu, Istanbul Durata: 2h:06 - Spettatori: 85    | Fenerbahçe  | 3 - 1 | Altekma     | 25-21, 23-25, 25-20, 25-15        |
| 1º settembre 2020 Burhan Felek Spor Salonu, Istanbul Durata: 2h:44 - Spettatori: 60 | Altekma     | 3 - 2 | İstanbul BB | 25-20, 25-23, 14-25, 24-26, 27-25 |
| 1º settembre 2020 Burhan Felek Spor Salonu, Istanbul Durata: 1h:26 - Spettatori: 0  | İnegöl      | 0 - 3 | Fenerbahçe  | 16-25, 21-25, 20-25               |
| 2 settembre 2020 Burhan Felek Spor Salonu, Istanbul Durata: 2h:12 - Spettatori: 50  | İnegöl      | 1 - 3 | Altekma     | 25-21, 17-25, 19-25, 19-25        |
| 2 settembre 2020 Burhan Felek Spor Salonu, Istanbul Durata: 1h:22 - Spettatori: 16  | Fenerbahçe  | 3 - 0 | İstanbul BB | 25-18, 25-14, 25-16               |

##### Classifica
| Pos. | Squadra     | Pt | G | V | P | SV | SP | Ratio | PF  | PS  | Ratio |
| ---- | ----------- | -- | - | - | - | -- | -- | ----- | --- | --- | ----- |
| 1.   | Fenerbahçe  | 9  | 3 | 3 | 0 | 9  | 1  | 9,000 | 248 | 186 | 1,333 |
| 2.   | Altekma     | 5  | 3 | 2 | 1 | 7  | 6  | 1,170 | 292 | 297 | 0,983 |
| 3.   | İstanbul BB | 4  | 3 | 1 | 2 | 5  | 7  | 0,710 | 266 | 276 | 0,964 |
| 4.   | İnegöl      | 0  | 3 | 0 | 3 | 2  | 9  | 0,220 | 223 | 270 | 0,826 |

      Qualificata ai quarti di finale.

#### Gruppo B

##### Risultati
| 31 agosto 2020 Cengiz Göllü Kapalı Spor Salonu, Bursa Durata: 2h:08 - Spettatori: 0    | Arkas    | 3 - 1 | Afyon    | 25-20, 25-20, 26-28, 25-22 |
| 1º settembre 2020 Cengiz Göllü Kapalı Spor Salonu, Bursa Durata: 1h:50 - Spettatori: 0 | Afyon    | 0 - 3 | Bursa BB | 21-25, 23-25, 22-25        |
| 2 settembre 2020 Cengiz Göllü Kapalı Spor Salonu, Bursa Durata: 1h:32 - Spettatori: 0  | Arkas    | 3 - 0 | Bursa BB | 25-19, 25-17, 25-17        |
| 4 marzo 2021 Cengiz Göllü Kapalı Spor Salonu, Bursa Durata: - - Spettatori: -          | Bursa BB | -     | Tokat    | annullata                  |
| 5 marzo 2021 Cengiz Göllü Kapalı Spor Salonu, Bursa Durata: 1h:50 - Spettatori: 10     | Tokat    | 1 - 3 | Arkas    | 22-25, 19-25, 25-23, 10-25 |
| 6 marzo 2021 Cengiz Göllü Kapalı Spor Salonu, Bursa Durata: 1h:27 - Spettatori: 15     | Tokat    | 0 - 3 | Afyon    | 19-25, 21-25, 17-25        |

##### Classifica
| Pos. | Squadra  | Pt | G | V | P | SV | SP | Ratio | PF  | PS  | Ratio |
| ---- | -------- | -- | - | - | - | -- | -- | ----- | --- | --- | ----- |
| 1.   | Arkas    | 9  | 3 | 3 | 0 | 9  | 2  | 4,500 | 274 | 219 | 1,251 |
| 2.   | Tokat    | 3  | 3 | 1 | 2 | 4  | 6  | 0,670 | 208 | 173 | 1,202 |
| 3.   | Afyon    | 3  | 3 | 1 | 2 | 4  | 6  | 0,670 | 231 | 233 | 0,991 |
| 4.   | Bursa BB | 3  | 3 | 1 | 2 | 3  | 6  | 0,500 | 128 | 216 | 0,593 |

      Qualificata ai quarti di finale.

#### Gruppo C

##### Risultati
| 31 agosto 2020 Başkent Voleybol Salonu, Ankara Durata: 2h:20 - Spettatori: 20   | Galatasaray | 3 - 1 | Haliliye    | 20-25, 27-25, 32-30, 25-19 |
| 1º settembre 2020 Başkent Voleybol Salonu, Ankara Durata: 1h:46 - Spettatori: 0 | Haliliye    | 0 - 3 | Halkbank    | 21-25, 28-30, 21-25        |
| 2 settembre 2020 Başkent Voleybol Salonu, Ankara Durata: 2h:12 - Spettatori: 0  | Galatasaray | 1 - 3 | Halkbank    | 32-34, 25-20, 20-25, 22-25 |
| 4 marzo 2020 Başkent Voleybol Salonu, Ankara Durata: 1h:18 - Spettatori: 0      | Sorgun      | 3 - 0 | Haliliye    | 25-23, 25-12, 25-16        |
| 5 marzo 2020 Başkent Voleybol Salonu, Ankara Durata: 1h:54 - Spettatori: 0      | Sorgun      | 1 - 3 | Galatasaray | 19-25, 25-23, 19-25, 17-25 |
| 6 marzo 2020 Başkent Voleybol Salonu, Ankara Durata: h: - Spettatori: 0         | Halkbank    | 3 - 1 | Sorgun      | 25-18, 22-25, 25-17, 25-23 |

##### Classifica
| Pos. | Squadra     | Pt | G | V | P | SV | SP | Ratio | PF  | PS  | Ratio |
| ---- | ----------- | -- | - | - | - | -- | -- | ----- | --- | --- | ----- |
| 1.   | Halkbank    | 9  | 3 | 3 | 0 | 9  | 2  | 4,500 | 281 | 252 | 1,115 |
| 2.   | Galatasaray | 6  | 3 | 2 | 1 | 7  | 5  | 1,400 | 301 | 283 | 1,064 |
| 3.   | Sorgun      | 3  | 3 | 1 | 2 | 5  | 6  | 0,830 | 238 | 246 | 0,968 |
| 4.   | Haliliye    | 0  | 3 | 0 | 3 | 1  | 9  | 0,110 | 220 | 259 | 0,849 |

      Qualificata ai quarti di finale.

#### Gruppo D

##### Risultati
| 31 agosto 2020 Başkent Voleybol Salonu, Ankara Durata: 1h:18 - Spettatori: 0    | Ziraat Bankası | 3 - 0 | Arhavi         | 25-21, 25-14, 25-13               |
| 31 agosto 2020 Başkent Voleybol Salonu, Ankara Durata: 1h:24 - Spettatori: 0    | Spor Toto      | 3 - 0 | Solhan         | 25-12, 25-20, 25-21               |
| 1º settembre 2020 Başkent Voleybol Salonu, Ankara Durata: 1h:13 - Spettatori: 0 | Arhavi         | 0 - 3 | Spor Toto      | 16-25, 18-25, 21-25               |
| 1º settembre 2020 Başkent Voleybol Salonu, Ankara Durata: 1h:36 - Spettatori: 0 | Solhan         | 0 - 3 | Ziraat Bankası | 22-25, 17-25, 23-25               |
| 2 settembre 2020 Başkent Voleybol Salonu, Ankara Durata: 2h:08 - Spettatori: 0  | Arhavi         | 1 - 3 | Solhan         | 25-23, 21-25, 19-25, 21-25        |
| 2 settembre 2020 Başkent Voleybol Salonu, Ankara Durata: 2h:22 - Spettatori: 0  | Spor Toto      | 3 - 2 | Ziraat Bankası | 25-18, 23-25, 25-22, 15-25, 15-10 |

##### Classifica
| Pos. | Squadra        | Pt | G | V | P | SV | SP | Ratio | PF  | PS  | Ratio |
| ---- | -------------- | -- | - | - | - | -- | -- | ----- | --- | --- | ----- |
| 1.   | Spor Toto      | 8  | 3 | 3 | 0 | 9  | 2  | 4,500 | 253 | 208 | 1,216 |
| 2.   | Ziraat Bankası | 7  | 3 | 2 | 1 | 8  | 3  | 2,670 | 250 | 213 | 1,174 |
| 3.   | Solhan         | 3  | 3 | 1 | 2 | 3  | 7  | 0,430 | 213 | 236 | 0,902 |
| 4.   | Arhavi         | 0  | 3 | 0 | 3 | 1  | 9  | 0,110 | 189 | 248 | 0,762 |

      Qualificata ai quarti di finale.

### Quarti di finale
|  | Quarti di finale | Quarti di finale | Quarti di finale |           |            | Semifinali | Semifinali | Semifinali |  |  | Finale | Finale | Finale |  |
|  |                  |                  |                  |           |            |            |            |            |  |  |        |        |        |  |
|  | Fenerbahçe       | Fenerbahçe       | 3                |           |            |            |            |            |  |  |        |        |        |  |
|  | Fenerbahçe       | Fenerbahçe       | 3                |           |            |            |            |            |  |  |        |        |        |  |
|  | Ziraat Bankası   | Ziraat Bankası   | 1                |           |            |            |            |            |  |  |        |        |        |  |
|  | Ziraat Bankası   | Ziraat Bankası   | 1                |           | Fenerbahçe | Fenerbahçe | 2          |            |  |  |        |        |        |  |
|  |                  |                  |                  |           | Fenerbahçe | Fenerbahçe | 2          |            |  |  |        |        |        |  |
|  |                  |                  | Spor Toto        | Spor Toto | 3          |            |            |            |  |  |        |        |        |  |
|  | Spor Toto        | Spor Toto        | Spor Toto        | Spor Toto | 3          | -          |            |            |  |  |        |        |        |  |
|  | Spor Toto        | Spor Toto        |                  |           |            |            |            |            |  |  |        |        |        |  |
|  | Altekma          | Altekma          | -                |           |            |            |            |            |  |  |        |        |        |  |
|  | Altekma          | Altekma          | -                |           | Spor Toto  | Spor Toto  | 3          |            |  |  |        |        |        |  |
|  |                  |                  |                  |           |            |            |            |            |  |  |        |        |        |  |
|  |                  |                  | Halkbank         | Halkbank  | 1          |            |            |            |  |  |        |        |        |  |
|  | Arkas            | Arkas            | Halkbank         | Halkbank  | 1          | 3          |            |            |  |  |        |        |        |  |
|  | Arkas            | Arkas            |                  |           |            |            |            |            |  |  |        |        |        |  |
|  | Galatasaray      | Galatasaray      | 2                |           |            |            |            |            |  |  |        |        |        |  |
|  | Galatasaray      | Galatasaray      | 2                |           | Arkas      | Arkas      | 0          |            |  |  |        |        |        |  |
|  |                  |                  |                  |           | Arkas      | Arkas      | 0          |            |  |  |        |        |        |  |
|  |                  |                  | Halkbank         | Halkbank  | 3          |            |            |            |  |  |        |        |        |  |
|  | Halkbank         | Halkbank         | Halkbank         | Halkbank  | 3          | 3          |            |            |  |  |        |        |        |  |
|  | Halkbank         | Halkbank         |                  |           |            |            |            |            |  |  |        |        |        |  |
|  | Tokat            | Tokat            | 0                |           |            |            |            |            |  |  |        |        |        |  |

| 21 marzo 2021 Burhan Felek Spor Salonu, Istanbul Durata: 2h:09 - Spettatori: 0 | Fenerbahçe | 3 - 1 | Ziraat Bankası | 25-21, 25-16, 23-25, 25-22        |
| 22 marzo 2021 Başkent Voleybol Salonu, Ankara Durata: - - Spettatori: -        | Spor Toto  | -     | Altekma        | annullata                         |
| 20 marzo 2021 İzmir Atatürk Spor Salonu, Smirne Durata: 2h:26 - Spettatori: 0  | Arkas      | 3 - 2 | Galatasaray    | 24-26, 21-25, 27-25, 25-21, 19-17 |
| 22 marzo 2021 Başkent Voleybol Salonu, Ankara Durata: 1h:11 - Spettatori: 0    | Halkbank   | 3 - 0 | Tokat          | 25-14, 25-14, 25-13               |

### Final-four

#### Semifinali
| 29 marzo 2021 Başkent Voleybol Salonu, Ankara Durata: 2h:33 - Spettatori: 0 | Fenerbahçe | 2 - 3 | Spor Toto | 25-22, 16-25, 26-24, 25-27, 9-15 |
| 29 marzo 2021 Başkent Voleybol Salonu, Ankara Durata: 1h:24 - Spettatori: 0 | Arkas      | 0 - 3 | Halkbank  | 21-25, 24-26, 13-25              |

#### Finale
| 30 marzo 2021 Başkent Voleybol Salonu, Ankara Durata: 2h:11 - Spettatori: 0 | Spor Toto | 3 - 1 | Halkbank | 25-27, 25-18, 25-19, 25-17 |

## Statistiche
| Rendimento individuale | Rendimento individuale | Rendimento individuale | Rendimento individuale |
| Pos.                   | Nome                   | Punti                  | Squadra                |
| ---------------------- | ---------------------- | ---------------------- | ---------------------- |
| 1                      | Wallace de Souza       | 100                    | Spor Toto              |
| 2                      | Efe Mandıracı          | 97                     | Arkas                  |
| 3                      | Maurice Torres         | 87                     | Galatasaray            |
| 4                      | Wouter ter Maat        | 77                     | Ziraat Bankası         |
| 5                      | Fernando Hernández     | 74                     | Halkbank               |

| Attacchi vincenti | Attacchi vincenti  | Attacchi vincenti | Attacchi vincenti |
| Pos.              | Nome               | Punti             | Squadra           |
| ----------------- | ------------------ | ----------------- | ----------------- |
| 1                 | Wallace de Souza   | 94                | Spor Toto         |
| 2                 | Efe Mandıracı      | 66                | Arkas             |
| 3                 | Fernando Hernández | 64                | Halkbank          |
| 3                 | Maurice Torres     | 64                | Galatasaray       |
| 5                 | Wouter ter Maat    | 63                | Ziraat Bankası    |

| Muri vincenti | Muri vincenti   | Muri vincenti | Muri vincenti  |
| Pos.          | Nome            | Punti         | Squadra        |
| ------------- | --------------- | ------------- | -------------- |
| 1             | Mustafa Koç     | 13            | Arkas          |
| 1             | Efe Mandıracı   | 13            | Arkas          |
| 3             | Yüksel Bıdak    | 12            | Spor Toto      |
| 4             | İbrahim Emet    | 11            | Spor Toto      |
| 4             | Özkan Hayırlı   | 11            | İstanbul BB    |
| 4             | Wouter ter Maat | 11            | Ziraat Bankası |
| 4             | Ahmet Tümer     | 11            | Altekma        |

| Battute vincenti | Battute vincenti   | Battute vincenti | Battute vincenti |
| Pos.             | Nome               | Punti            | Squadra          |
| ---------------- | ------------------ | ---------------- | ---------------- |
| 1                | Efe Mandıracı      | 18               | Arkas            |
| 2                | Nicolás Bruno      | 10               | Spor Toto        |
| 3                | Nicholas Hoag      | 9                | Fenerbahçe       |
| 4                | Salvador Hidalgo   | 7                | Fenerbahçe       |
| 5                | Lazar Ćirović      | 6                | Sorgun           |
| 5                | Altay Demirci      | 6                | Solhan           |
| 5                | İbrahim Emet       | 6                | Spor Toto        |
| 5                | Gökhan Gökgöz      | 6                | Halkbank         |
| 5                | Rıfat Kantarcıoğlu | 6                | Spor Toto        |
| 5                | Metin Toy          | 6                | Fenerbahçe       |